# Обобщённый метод моментов
Обобщённый ме́тод моме́нтов (ОММ; англ. GMM — Generalized Method of Moments) — метод, применяемый в математической статистике и эконометрике для оценки неизвестных параметров распределений и эконометрических моделей, являющийся обобщением классического метода моментов. Метод был предложен Хансеном в 1982 году. В отличие от классического метода моментов количество ограничений может быть больше количества оцениваемых параметров.

## Сущность метода
Пусть распределение случайного вектора x зависит от некоторого вектора неизвестных параметров b (количество параметров — k). Пусть также имеются некоторые функции g(x, b) (их количество q не меньше числа оцениваемых параметров), называемые моментными функциями (или просто моментами), для которых из теоретических соображений предполагается, что
{\displaystyle m(b)=E[g(x,b)]=0.}
Базовая идея метода моментов заключается в использовании в моментных условиях вместо математических ожиданий их выборочные аналоги — выборочные средние
{\displaystyle {\hat {m}}(b)={\overline {g(x,b)}},}
которые согласно закону больших чисел при достаточно слабых условиях должны асимптотически сходится к математическим ожиданиям. Поскольку количество условий на моменты в общем случае больше количества оцениваемых параметров, то однозначного решения эта система ограничений не имеет.
Обобщённым методом моментов (ОММ) называется оценка минимизирующая положительно определённую квадратичную форму от выборочных условий на моменты, в которых вместо математических ожиданий используются выборочные средние:
{\displaystyle {\hat {b}}_{GMM}=\arg \min _{b}{\hat {m}}(b)^{T}W{\hat {m}}(b),}
где W — некоторая симметрическая положительно определённая матрица.
Весовая матрица может быть произвольной (с учётом положительной определённости), однако доказано, что наиболее эффективными являются GMM-оценки с весовой матрицей, равной обратной ковариационной матрице моментных функций {\displaystyle W=V_{g}^{-1}}. Это так называемый эффективный GMM.
Однако, поскольку на практике эта ковариационная матрица неизвестна, то применяют двухшаговую процедуру (двухшаговый GMM — Хансен, 1982 г.):
Шаг 1. Оцениваются параметры модели с помощью GMM с единичной весовой матрицей.
Шаг 2. По выборочным данным и найденным на первом шаге значениям параметров оценивают ковариационную матрицу моментных функций {\displaystyle {\hat {V}}_{g}={\overline {g(x,{\hat {b}})g(x,{\hat {b}})^{T}}}} и используют полученную оценку в эффективном GMM.
Эту двухшаговую процедуру можно продолжить (итеративный GMM): используя оценки параметров модели на втором шаге ковариационная матрица моментов оценивается снова и повторно применяется эффективный GMM и т. д. итеративно до достижения требуемой точности.
Также возможен подход к численной минимизации целевой функции {\displaystyle {\hat {m}}^{T}(b){\hat {V}}_{g}^{-1}(b){\hat {m}}(b)} по неизвестным параметрам {\displaystyle b}. Тем самым одновременно оцениваются и параметры и ковариационная матрица. Это так называемый непрерывно обновляемый (Continuously Updated) GMM (Хансен, Хитон, Ярон, 1996 год).

## Свойства метода
Оценки обобщённого метода моментов при достаточно слабых условиях являются состоятельными, асимптотически нормальными, а оценки эффективного GMM являются также асимптотически эффективными. Можно показать, что
{\displaystyle {\sqrt {n}}({\hat {b}}_{GMM}-b){\xrightarrow {d}}N(0,V_{b}).}
В общем случае
{\displaystyle V_{b}=(G^{T}WG)^{-1}G^{T}WV_{g}WG(G^{T}WG)^{-1}}
где G-математическое ожидание матрицы первых производных g по параметрам. В случае эффективного GMM формула ковариационной матрицы существенно упрощается:
{\displaystyle V_{b}=G^{T}V_{g}^{-1}G.}

## J-тест
При использовании GMM важным тестом является тест на сверхидентифицирующие ограничения (J-тест). Нулевая гипотеза заключается в том, что условия (ограничения) на моменты имеют место (то есть предположения модели верны). Альтернативная — что они неверны.
Статистика теста равна значению целевой функции GMM, умноженному на количество наблюдений. При нулевой гипотезе
{\displaystyle J=n{\hat {m}}^{T}({\hat {b}}){\hat {V}}_{g}^{-1}{\hat {m}}({\hat {b}})~{\xrightarrow {d}}~\chi ^{2}(q-k).}
Таким образом, если значения статистики больше критического значения распределения {\displaystyle \chi ^{2}(q-k)} при заданном уровне значимости, то ограничения отвергаются (модель неадекватна), в противном случае модель признается адекватной.